# Auriac-l'Église
Auriac-l'Église är en kommun i departementet Cantal i regionen Auvergne-Rhône-Alpes i mitten av Frankrike. Kommunen ligger  i kantonen Massiac som ligger i arrondissementet Saint-Flour. År 2022 hade Auriac-l'Église 142 invånare.

## Befolkningsutveckling
Antalet invånare i kommunen Auriac-l'Église
Referens:INSEE